# Hoszczalkowice

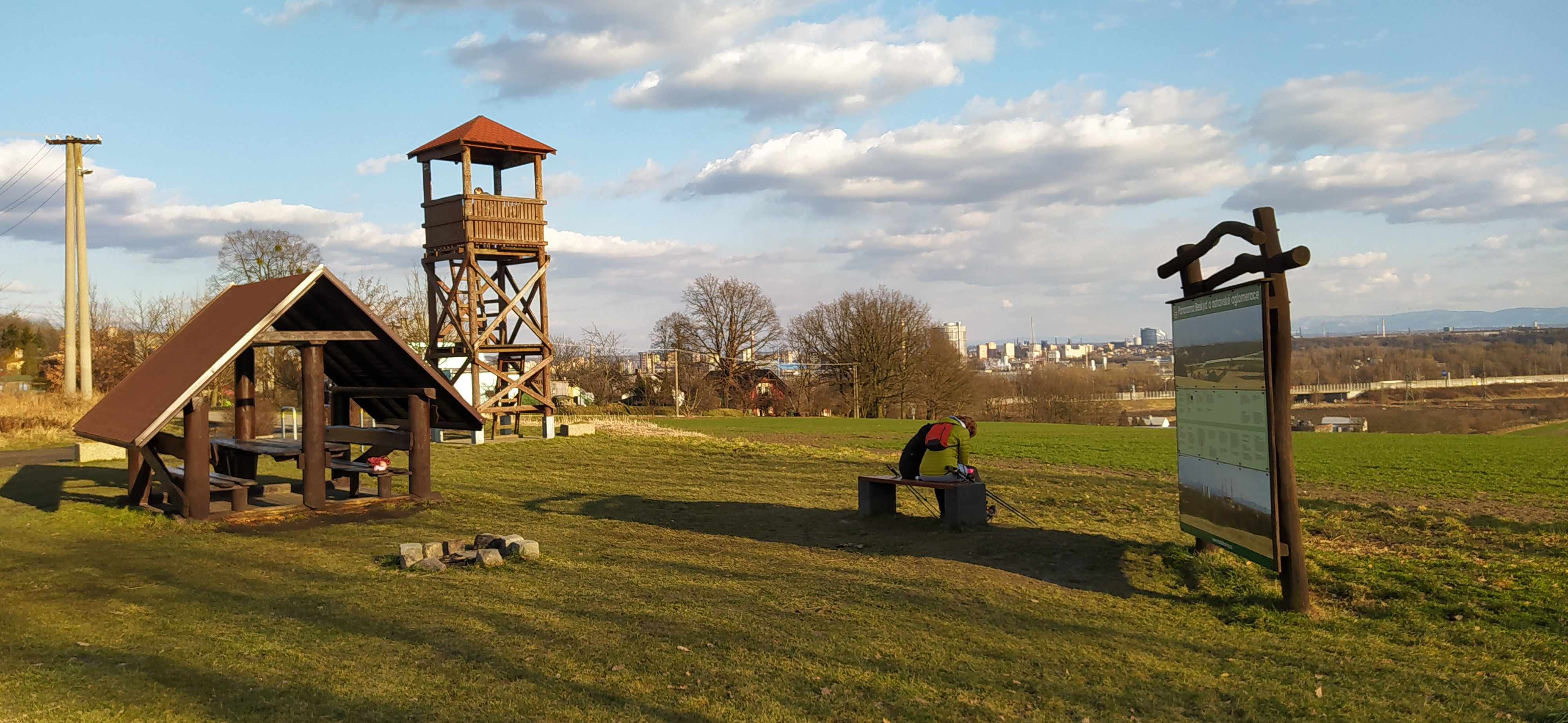
Hošťálkovice - wieża widokowa

Hoszczalkowice (cz. Hošťálkovice, niem. Hoschialkowitz, dawniej Hoschialkowitz über Ratibor) – jeden z 23 obwodów miejskich miasta statutarnego Ostrawy, stolicy kraju morawsko-śląskiego, we wschodnich Czechach. Jest to także jedna z 39 gmin katastralnych w jego granicach, która ma powierzchnię 529,5144 ha. Populacja w 2001 wynosiła 1511 osób, zaś w 2012 odnotowano 440 adresów. 
Położona jest w widłach rzek Opawy i Odry w granicach tzw. kraiku hulczyńskiego, lecz bardzo niewielka część leżała przed uregulowaniem koryta Odry po stronie morawskiej. Przed włączeniem w granice administracyjne Ostrawy w 1976 samodzielna gmina.

## Demografia[2]
| Rok             | 1869 | 1880 | 1890 | 1900 | 1910 | 1921 | 1930 | 1950 | 1961 | 1970 | 1980 | 1991 | 2001 |
| --------------- | ---- | ---- | ---- | ---- | ---- | ---- | ---- | ---- | ---- | ---- | ---- | ---- | ---- |
| Liczba ludności | 626  | 641  | 626  | 766  | 915  | 1156 | 1352 | 1456 | 1634 | 1620 | 1611 | 1538 | 1511 |

## Historia
Pierwsza historyczna wzmianka o miejscowości jest przedmiotem sporów wśród historyków. Większość historyków przytacza tu rok 1434, kiedy to rycerz Mikuláš (Mikołaj) Zajíček kupił wieś Marcinów. W 1502 jego synowie Lacek i Václav sprzedali Hoszczalkowice Jindřichovi z Děhylova. Od 1536 roku do 1809 wieś była częścią państwa hluczyńskiego. Po przegranych przez Habsburgów wojen śląskich znalazły się w granicach Prus. 4 lutego 1920 zostały przyłączone do Czechosłowacji.
Do początku XIX wieku Hoszczalkowice utrzymywały charakter rolniczy. Następnie większość mieszkańców znalazła pracę w okolicznych zakładach przemysłowych. W wyniku dyktatu monachijskiego 9 października 1938 miejscowość stała się częścią III Rzeszy, co trwało aż do 30 kwietnia 1945. W latach następnych Hoszczalkowice rozwijały się jako typowo podmiejska osada.
Do Ostrawy została przyłączona 24 kwietnia 1976. Od 24 listopada 1990 stanowi miejski obwód miasta statutarnego Ostrawa.